# نادي ألميرانته براون
نادي ألميرانته براون هو نادي كرة قدم أرجنتيني أٌسس عام 1922. يلعب النادي في Primera B Metropolitana ‏.